# Guy Herbulot
Guy Herbulot (ur. 7 marca 1925 w Saint-Menges, zm. 1 sierpnia 2021) – francuski duchowny rzymskokatolicki, w latach 1978-2000 biskup Évry-Corbeil-Essonnes.

## Życiorys
Święcenia kapłańskie przyjął 29 czerwca 1950. 20 czerwca 1974 został mianowany biskupem pomocniczym Reims ze stolicą tytularną Obbi. Sakrę biskupią otrzymał 8 września 1974. 12 maja 1978 objął urząd biskupa Corbeil. 15 kwietnia 2000 przeszedł na emeryturę.